# Rhipogonum
Рипогоновые (лат. Rhipogonaceae или лат. Ripogonaceae) — монотипное семейство однодольных цветковых растений, состоящее из 6 видов и 1 рода растений.

## Биологическое описание
Виды семейства Рипогоновые — это кустарники или лианы. Листья у растений очередные или мутовчатые, плоские, черешковые или почти сидячие. Цветки растений собраны в соцветия. Тычинок 6.

## Распространение
Виды семейства Рипогоновые встречаются на территории от Новой Зеландии до Новой Гвинеи, в основном в восточной Австралии.

## Виды
По информации базы данных The Plant List (на июль 2016), род включает 6 видов:
- Rhipogonum album R. Br.
- Rhipogonum brevifolium Conran & Cliff.
- Rhipogonum discolor F. Muell.
- Rhipogonum elseyanum F. Muell.
- Rhipogonum fawcettianum F. Muell. Ex Benth.
- Rhipogonum scandens J.R.Forst. & G.Forst.